# Daniele D’Anza
Daniele D’Anza (* 20. April 1922 in Mailand; † 12. April 1984 in Rom) war ein italienischer Drehbuchautor und Filmregisseur.

## Leben
D’Anza studierte Politikwissenschaften in Pavia und begann seine Karriere 1946 zweigleisig: als Kritiker und Theaterregisseur mit der Inszenierung von Irwin Shaws „Bury the Dead“. Er arbeitete mit zahlreichen, meist kleineren Theatergruppen und wechselte in der Folgezeit auch des Öfteren zum Kino. Dort war er drei Mal auch als Regisseur tätig, nachdem er bereits zuvor einige Drehbücher verfasst und gelegentlich als Assistent gearbeitet hatte. Die bedeutendste Arbeit auf diesem Gebiet war wohl das Drehbuch zu Michelangelo Antonionis Cronaca di una amore 1950 gewesen. Seit 1961 war er ausschließlich für den kleinen Bildschirm tätig. „Racconti fantastici“ und „Orient express“ sind nur zwei Titel seiner späteren Arbeiten, zu denen auch die Serie „Tutto tutto“ gehörte.
Seit 1952 war D’Anza einer der ersten experimentierfreudigen Regisseure des noch jungen italienischen Fernsehens gewesen, wo er mit „Snodo stradale“ im Juli 1954 einen ersten überragenden Erfolg feiern konnte. Bis zu seinem Lebensende, nach Aufgabe seiner Aktivitäten für die große Leinwand ab 1961 ausschließlich, zeichnete er für zahlreiche große Erfolge verantwortlich, so für Kriminalstoffe nach Francis Durbridge, mit Originalskripts wie „Aprite: polizia“ und „L’ultimo aereo per Venezia“ und mit musikalischen Romanzen für Domenico Modugno und andere – teilweise schrieb er sogar die Liedtexte. In den 1970er Jahren verfilmte er auch mehrfach Schauer- und phantastische Stoffe und arbeitete für Miniserien.
D’Anza war mit der Schauspielerin Luisella Boni verheiratet.

## Filmografie (Auswahl)
Als Drehbuchautor
- 1950: Chronik einer Liebe (Cronaca di un amore)

Als Regisseur
- 1954: Giove in doppiopetto
- 1960: Call-Girls (I piaceri del sabato notte)
- 1961: Pugni, pupe e marinai
- 1967: Unter römischem Himmel (La Roma di Moravia) (Fernsehfilm)
- 1969: Coralba (Fernseh-Mehrteiler)